# Distretto di José María Quimper
Il distretto di José María Quimper è un distretto del Perù nella provincia di Camaná (regione di Arequipa) con 3.916 abitanti al censimento 2007 dei quali 3.609 urbani e 307 rurali.
È stato istituito il 3 novembre 1944.